# Мадурейра (футбольный клуб)
«Мадуре́йра» (порт. Madureira Esporte Clube) — бразильский футбольный клуб из города Рио-де-Жанейро.

## История
Клуб основан в 1914 году. Домашние матчи проводит на арене «Консельейро Галван».
Главным достижением клуба является завоевание Трофея Рио в 2006 году.
В 2010 году выступал в Серии D Бразилии. Уверенно обыграв по сумме двух матчей с общим счётом 10:4 (4:2; 6:2) клуб «Операрио Ферровиарио» в 1/4 финала, «Мадурейра» вышла в полуфинал турнира, обеспечив себе право участия в Серии C в 2011 году. В полуфинале «Мадурейра» уступила «Америке» из Манауса.
В 2011 году команда выиграла Кубок Рио.

## Достижения
- Обладатель Кубка Рио (1): 2011
- Обладатель Трофея Рио (2): 2006, 2015